# Trochtelfingen
Trochtelfingen é uma cidade da Alemanha, no distrito de Reutlingen, na região administrativa de Tubinga , estado de Baden-Württemberg.